# Santiago de Cuba (pokrajina)
Santiago de Cuba je pokrajina na jugoistoku Kube. To je druga najnaseljenija pokrajina. Glavni grad Santiago de Cuba je drugi grad po veličini na Kubi. Reljef je pretežno planinski (na jugu planina Sierra Maestra, na sjeveru gorje Baracoa). U gospodarstvu je najvažnija poljoprivreda (uzgoj banana, kakaa i kave). Postoje rude nikla i željeza. Prirodne ljepote i kulturno značenje glavnog grada privlače mnoge turiste. Tvrđava San Pedro de la Roca u glavnom gradu je pod zaštitom UNESCO-a a park Baconao je na UNESCO-ovom popisu posebnih rezervata biosfere.